# Tomas Norström
Stig Tomas Norström (* 23. Mai 1956 in Södertälje; † 3. Oktober 2021 in Stockholm) war ein schwedischer Schauspieler.

## Werdegang
Norström begann sich frühzeitig für Schauspielunterricht zu interessieren und wählte „kreatives Drama“ als Wahlfach während seiner Schulzeit. In Folge bekam er schon die ersten Auftritte als Kleindarsteller im Fernsehen. Norström studierte von 1978 bis 1981 an der Teaterhögskolan i Stockholm (Theaterhochschule Stockholm) und arbeitete anschließend an verschiedenen schwedischen Theatern. Er war auch als Filmschauspieler in mehreren schwedischen Film- und Fernsehproduktionen tätig. Des Weiteren war er auch als Drehbuchautor und Regisseur tätig.

## Filmografie (Auswahl)
- 1977: Mackan
- 1979: Liebe einen Sommer lang (En kärleks sommar)
- 1981: Varning för Jönssonligan
- 1988: Som man ropar (TV)
- 1990: Guten Abend, Herr Wallenberg (God afton, Herr Wallenberg – En Passionshistoria från verkligheten)
- 1990: Werther (auch Drehbuchautor)
- 1991: Die Rache des Wikingers 4 – Der weiße Wikinger (Hvíti víkingurinn)
- 1991: Der Fassadenkletterer (Fasadklättraren)
- 1992: Hammar (auch Drehbuchautor)
- 1992: Mein großer starker Vater (Min store tjocke far)
- 1993: Die Schleuder (Kådisbellan)
- 1993: Ein Leben für Rita (Drömmen om Rita)
- 1994: Der Polizistenmörder (Polismördaren)
- 1996: Die Spur der Jäger (Jägarna)
- 1997: Reine & Mimmi i fjällen!
- 2003: Kitchen Stories (Salmer fra kjøkkenet)
- 2005: Mankells Wallander: Am Rande der Finsternis (Wallander – Mörkret)
- 2006: Detektivbüro LasseMaja (LasseMajas detektivbyrå) (Fernseh-Weihnachtsserie)
- 2007: Kurt Wallander – Die Brandmauer
- 2007: Kommissar Beck – Die neuen Fälle – Tödliche Bande (Beck – Den svaga länken)
- 2008: Das Chamäleon schlägt zurück (LasseMajas detektivbyrå – Kameleontens hämnd)
- 2008: Gunnel (Regie)
- 2008: Ignorance
- 2010: Home for Christmas (Hjem til jul)
- 2016: A Cure for Wellness